# BMW N52

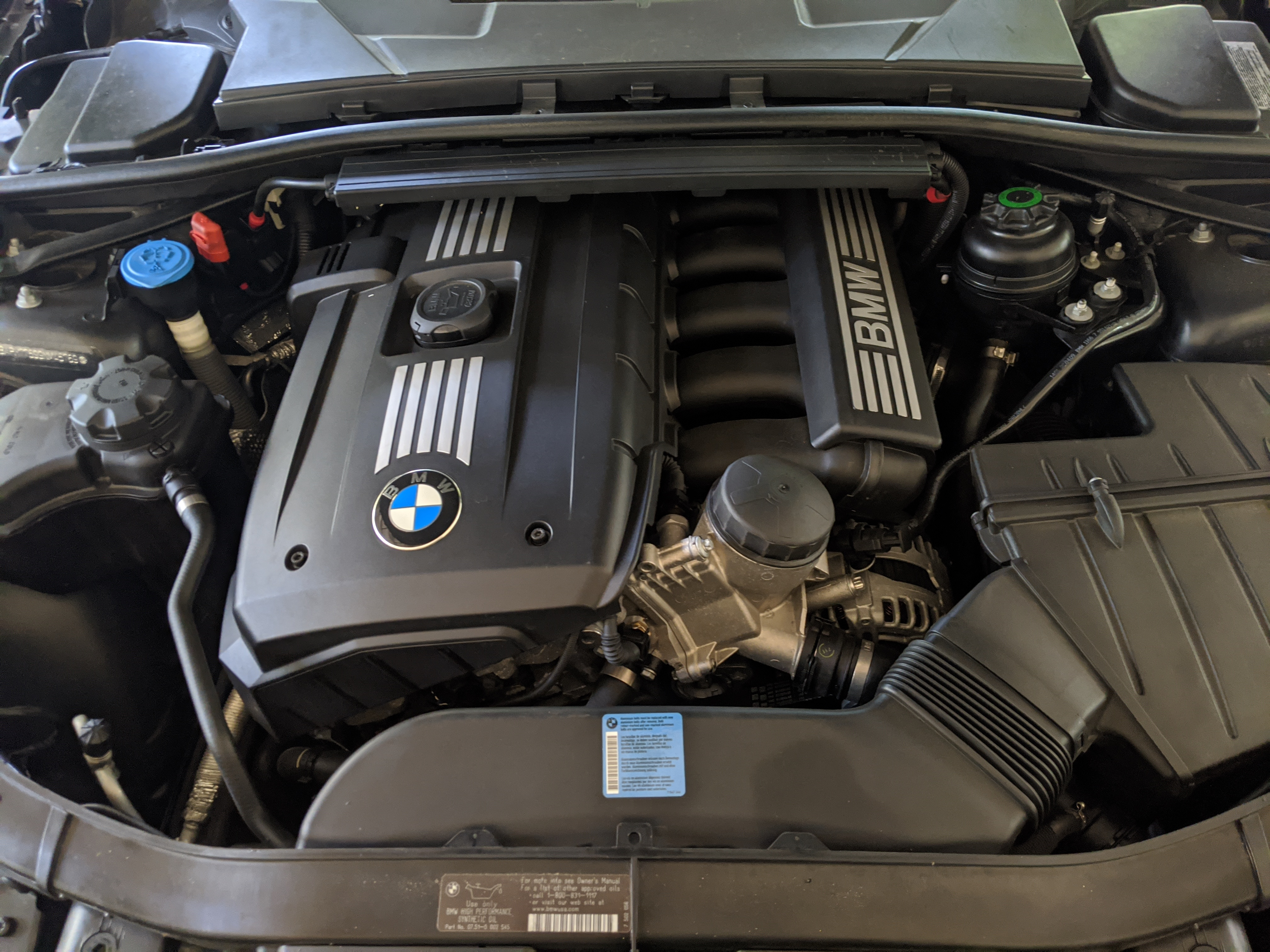
Motor BMW N52 Engine montado en un BMW 328i de 2009

El BMW N52 es un motor de 6 cilindros en línea de BMW, hizo su debut en el 2004 sobre el BMW E63 630Ci. El cárter del motor está construido completamente en magnesio y aluminio, lo que constituyó una novedad mundial. BMW usó mangas de cilindro Alusil de aluminio, que ofrecen la alta conductividad de calor, y los echan en un bloque de magnesio de peso ligero, creando uno de los motores de producción más ligeros de su clase de tamaño en el mundo en 161 kg (354 lb). Incorporan sofisticadas tecnologías como el sistema Valvetronic, es un sistema de elevación de válvulas variable de BMW  que, en combinación con VANOS , permite un ajuste infinito de la sincronización y elevación de la válvula de admisión.  El encendido es directo con una bobina independiente por cilindro, y bujías con electrodo central de platino. Son motores atmosféricos de alta comprensión, tienen un rendimiento de  90 cv / litro de cilindrada.
Por su longevidad extrema, y su altísima tecnología, son considerados los mejores motores atmosféricos del mundo en la categoría de seis cilindros.
Con la versión de 3 litros ha estado en la lista de los mejores motores de "Ward's 10 Best Engines".
| Motor  | Desplazamiento          | Potencia               | Torque                          | Revoluciones | Año  |
| ------ | ----------------------- | ---------------------- | ------------------------------- | ------------ | ---- |
| N52B25 | 2.5 L (2497 cc/152 in³) | 130 kW (177 CV) @ 5800 | 230 Nm (170 ft·lbf) @ 3500-5000 | 7000 rpm     | 2005 |
| N52B25 | 2.5 L (2497 cc/152 in³) | 160 kW (218 CV) @ 6500 | 250 Nm (184 ft·lbf) @ 2750-4250 | 7000 rpm     | 2005 |
| N52B30 | 3.0 L (2996 cc/182 in³) | 160 kW (218 CV) @ 6100 | 270 Nm @ 2400-4200              | 7000 rpm     | 2007 |
| N52B30 | 3.0 L (2996 cc/182 in³) | 190 kW (258 CV) @ 6600 | 300 Nm (221 ft·lbf) @ 2500-4000 | 7000 rpm     | 2004 |
| N52B30 | 3.0 L (2996 cc/182 in³) | 195 kW (265 CV) @ 6600 | 315 Nm (232 ft·lbf) @ 2750-4250 | 7000 rpm     | 2005 |
| N52B30 | 3.0 L (2996 cc/182 in³) | 200 kW (272 CV) @ 6650 | 315 Nm (232 ft·lbf) @ 2750-4250 | 7000 rpm     | 2006 |

## N52B25
El N52B25 viene en dos versiones, la primera con 174 CV a 5800 rpm,  la segunda de 215 CV a 6500 rpm.
El motor más equilibrado en gasolina es el N52B25A de 2497 c.c que tiene un consumo irrisorio de 6,2 litros/100km en carretera a 90 km/h, además gracias a la alta tecnología del motor entrega 218 HP, potencia suficiente para lanzar el coupé a 250km/h, lo que lo convierte en un motor sobresaliente por prestaciones y bajo consumo, haciendo del 325i coupé la compra maestra en esta carrocería.
Aplicaciones
- 174 CV (177 HP) a 5800 rpm y 230 Nm
  - (2005-?)323i Sedán.
  - (2005-?)323i Familiar.
  - (2006-?)323i Coupé.
  - 523i Sedán y familiar (menos en el mercado americano).

- 215 CV (218 HP) a 6500 rpm y 250 Nm
  - (2004-2008)325i/325xi Sedan.
  - (2005-2008)325i/325xi Familiar.
  - (2005-2007)325i/325xi Coupé.
  - 325i/325xi convertible.
  - X3 2.5si Sports Activity Vehicle (menos en el mercado americano).
  - Z4 2.5si Roadster (menos en el mercado americano).
  - 525i Sedan y familiar.

## N52B30
Aplicaciones mercado Europeo
- 218 CV @ 6100 rpm y 270 Nm
  - (2007-?)125i Coupé.
  - (2007-?)125i Cabriolet.

- 258 CV @ 6600 rpm y 300 Nm
  - (2004-?)330i/330xi Sedán.
  - (2005-?)330i/330xi Familiar.
  - (2005-?)330i/330xi Coupé.
  - (2005-?)630i Coupé.

- 265 CV @ 2750 rpm y 315 Nm
  - (2006-?)130i Hatchback 3 Puertas.
  - (2005-?)130i Hatchback 5 Puertas.

- 272 CV @ 7000 rpm

- - (2007-2009)530i/530xi SEDAN BMW E60/61/63

Aplicaciones mercado Americano
- 230 CV @ 6500 rpm y 271 Nm
  - (2006-?)128i Coupé.
  - (2007-?)128i Cabriolet.
  - (2006-?)328i/328xi Sedán.
  - (2006-?)328i/328xi Familiar.
  - (2005-?)328i/328xi Coupé.

## Controversia Por Consumo Excesivo de Aceite en la Serie N52B25
Actualmente ha salido a la luz publica un problema relacionado con un excesivo consumo de aceite por parte de la serie N52B25, con consumos de aceite superiores a 1 un litro por cada mil kilómetros en motores con menos de 10 000 kilómetros de recorrido, según el portavoz de BMW esto se debe a una falla de diseño en los anillos de lubricación del motor, por lo cual la propuesta de la fábrica a los clientes es la de reparar el motor cambiando los pistones y los anillos por unos con un diseño corregido, esto ha generado una serie de reacciones por parte de los clientes quien en su mayoría no están satisfechos con la solución dada por BMW, lo que han generado una serie de demandas abogando por la devolución del dinero, el cambio de vehículo o el cambio de motor.
(Sin demostrar al faltar documentos que lo testifiquen)
- Datos: Q796626
- Multimedia: BMW N52 engine / Q796626